# Tabou de l'inceste
Pour les articles homonymes, voir Prohibition (homonymie).
 (juin 2017).
Si vous disposez d'ouvrages ou d'articles de référence ou si vous connaissez des sites web de qualité traitant du thème abordé ici, merci de compléter l'article en donnant les références utiles à sa vérifiabilité et en les liant à la section « Notes et références ».
Le tabou de l'inceste est la norme sociale qui rejette les pratiques sexuelles entre individus de même parenté, et qui aboutit à la prohibition de l'inceste dans toutes les sociétés connues. Les fondements de ce tabou sont un sujet de réflexion et d'étude en sciences humaines, depuis que Sigmund Freud, puis surtout Claude Lévi-Strauss ont fait de l'interdit de l'inceste un préalable nécessaire à la structuration des sociétés humaines.

## Prohibition de l'inceste
Les différents courants anglo-saxons et francophones s'entendent à interpréter ce concept comme étant une règle sociale, de gestion et contrôle des relations, ceci visant en fonction à créer une alliance entre groupes distincts.
L'inceste devient donc absurde socialement. La définition de cette prohibition en serait finalement la suivante : les individus s'entendent à ne pas mettre au contact l'identique à lui-même. 
Ainsi, selon Alfred Reginald Radcliffe-Brown, la différence des sexes produit une différence radicale dynamique, mais des germains sont à même d'être des identiques car produits d'une même filiation (cf germanité), dès lors, leur relation est prohibée.
Il en va ainsi donc avec toute la "parenté nodale", quel qu'en soit le mode (sang, lait, fictif,...), tant que la parenté reste entretenue et pensée comme active, dès lors que l'on se reconnaît parent à autrui, le lien (mode) qui fait parenté nous implique dans un certain identique et nous prohibe donc toute relation incestueuse.
Sur le principe dynamique, Claude Lévi-Strauss conçoit la prohibition de l'inceste comme une forme positive d'échange des femmes, vers une pacification des relations, accordant à l'alliance pour une complémentarité sociale et affective..., dès lors, selon cette approche structurale, la prohibition de l'inceste serait ce phénomène faisant passer de la nature à la culture.
Maurice Godelier, quant à lui, distingue ce tabou comme étant une norme établie par la société (accord régulier des individus), ce qui implique donc que la société préexiste à la prohibition; tandis que pour la démarche structurale, le phénomène se développait dans le contexte de nature, et ne s'affirmait donc que dans la culture.
Mais d'autres penseurs, au contraire, refusent de considérer la prohibition de l'inceste comme une construction sociale. Pour le sociobiologiste Edward Westermarck, il faut parler plutôt d'évitement naturel de l'inceste : il s'agit d'une donnée naturelle innée qu'il décrit avec l'effet Westermarck comme une tendance épigénétique, ce que confirme l'éthologie des grands primates. Dans une note, longtemps inédite, l'anthropologue évolutionniste Alain Testart a en outre souligné la nécessité de distinguer l'inceste des anthropologues, à l'origine d'interdits de mariages, de celui des psychanalystes,.
Le psychanalyste Paul-Claude Racamier décrit un développement du thème de l'inceste dans sa conceptualisation de l'incestuel, notion dont il fait un équivalent d'inceste, sans passage à l'acte génital.

## Tabou de l'inceste
Il y a plusieurs théories qui expliquent comment et pourquoi le tabou apparaît. Certains ethnologues affirment que toutes les sociétés possèdent une forme ou l'autre de ce tabou de l'inceste, alors que d'autres en contestent l'universalité. 

### Ethnologie
Les citations ci-dessous proviennent de Notes and Queries, un des ouvrages anglo-saxons les plus reconnus dans la recherche ethnographique et donne une idée du champ étudié.
«L'inceste est la relation sexuelle entre des individus liés par un certain degré de parenté.  Dans toutes les sociétés il y a des règles qui interdisent les unions incestueuses, aussi bien sous la forme de relations sexuelles que sous la forme de mariages officiels. Les deux interdits ne coïncident pas nécessairement. Le degré de parenté lié à l'interdit n'est pas reconnu de manière uniforme. Les règles relatives à l'inceste doivent alors être étudiées dans chaque société par les méthodes de la Généalogie (ou la méthode généalogique). La prohibition peut être étroite en incluant un seul type de relation parent-enfant (cela reste rare) ou en se cantonnant à l'intérieur de la famille élémentaire ; ou peut être large en incluant tous ceux dont la généalogie ou la parenté peut être reconstruite. La pratique la plus courante est que les unions avec certains parents sont considérées comme incestueuses, ces relations étant choisies par le type de descendance mis en évidence dans la société. Dans certaines sociétés, les unions avec certaines personnes liées par l'affinité sont aussi considérées comme incestueuses.
Les sanctions tombent-elles dans l'une des catégories suivantes : (a) les individus concernés ; (b) la communauté dans son ensemble ?
Ces sanctions sont-elles imposées par une autorité ou y a-t-il une croyance selon laquelle elles sont garanties par une force surnaturelle ?
Y a-t-il une corrélation entre la sévérité de la sanction et la proximité de la relation de parenté des coupables ?
Comment les enfants naissant d'une union incestueuse sont-ils traités ?
Y a-t-il des méthodes, rituelles ou légales, par lesquelles les personnes qui sont dans les catégories interdites et qui souhaitent se marier peuvent redevenir libres de s'unir ?»
Comme cet extrait le suggère, les anthropologues s'intéressent à l'écart entre les règles de la culture et les pratiques réelles, et de nombreux ethnologues ont observé que l'inceste a lieu dans des sociétés qui ont des interdits de l'inceste.
On peut remarquer que dans ces théories les anthropologues ne sont pas seulement concernés par l'inceste entre frère et sœur, et n'affirment absolument pas que toutes les formes d'inceste sont taboues (ces théories sont encore plus compliquées par le fait que différentes sociétés définissent la parenté de manières différentes, et parfois de manière éloignée). De plus, la définition se limite aux relations sexuelles formelles. Cela ne veut pas dire que d'autres formes de contacts sexuels n'ont pas lieu, ou sont interdites ou autorisées.
Dans ces théories, les anthropologues s'intéressent aux règles du mariage et non pas au comportement sexuel (au sens le plus large). En résumé, les anthropologues n'y étudient pas l'inceste lui-même ; ils demandent de définir le terme inceste, d'indiquer quelles en sont les conséquences, dans le but de décrire les relations sociales dans la communauté.
Cet extrait suggère aussi que le lien entre les pratiques sexuelles et maritales sont complexes et que les sociétés distinguent plusieurs sortes de prohibitions.
En d'autres mots, même si un individu ne doit pas se marier ou avoir des relations sexuelles avec certaines autres personnes, d'autres relations sexuelles peuvent être interdites pour d'autres raisons et avec d'autres sanctions.
Par exemple, les habitants des Îles Trobriand interdisent les relations sexuelles aussi bien entre un homme et sa mère qu'entre une femme et son père, mais ils décrivent ces interdits de manière très différente. Les relations entre un homme et sa mère font partie des relations interdites entre membres d'un même clan ; les relations entre une femme et son père n'en font pas partie.
Cela vient de ce que les liens de cette société sont matrilinéaires et donc les enfants appartiennent au clan de leur mère et pas à celui de leur père. Ainsi, les relations sexuelles entre un homme et la sœur de sa mère (ou la fille de la sœur de sa mère) sont considérées comme incestueuses, mais les relations entre un homme et la sœur de son père ne le sont pas.
C'est ainsi qu'un homme et la sœur de son père auront souvent une forme de flirt, et un homme et la fille de la sœur de son père pourront choisir d'avoir des relations sexuelles ou de se marier.
Les exemples dans d'autres sociétés révèlent encore d'autres variations sur la compréhension et la définition locale de la notion d'inceste.
Dans les sociétés chinoises, le tabou contre le mariage de personnes portant le même nom de famille est très fort (quelle que soit la distance dans la parenté).
Il y a aussi de nombreux tabous contre le mariage de personnes portant certains noms de famille parce que ces noms appartiennent à des clans qui étaient proches dans le passé.
De la même façon, le mariage entre cousins germains est interdit dans certaines juridictions contemporaines, mais il est légal et acceptable dans d'autres.

### Essai d'histoire de compréhension du tabou de l'inceste
Même si les anthropologues ont observé et étudié de nombreuses violations du tabou de l'inceste (plus simplement, ils ont observé des cas d'inceste), toutes les théories de l'anthropologie s'intéressent à l'interdit formel contre l'inceste (tel que défini localement), et non pas aux cas d'inceste eux-mêmes (quelle qu'en soit la définition).
Ces théories sont motivées par deux questions essentielles :
- premièrement, étant donné la variabilité des définitions de l'inceste, des relations interdites, y a-t-il une forme commune ou une fonction universelle au tabou de l'inceste ?
- deuxièmement, étant donné que les personnes commettent l'inceste, pourquoi tant de sociétés (éventuellement, toutes les sociétés) interdisent-elles certaines formes de l'inceste ?

On remarquera que ces questions restent sans rapport avec les effets spécifiques que l'inceste peut avoir sur les personnes (un sujet qui est naturellement laissé aux psychologues).
Une théorie affirme que le tabou exprime une révulsion psychologique que les personnes ressentent naturellement à la pensée de l'inceste. Mais la majorité des anthropologues rejettent cette explication, en se fondant sur le fait que l'inceste a effectivement lieu. Cela pose aussi la question de savoir si "ressentir naturellement" est naturel (une morale innée est une contradiction) ou conditionné (un acquis sans le savoir) par la croyance à l'idéologie dominante des "bonnes" mœurs à respecter ou a préserver. 
Une autre théorie affirme que le respect du tabou réduirait le taux de défauts congénitaux causés par les relations sexuelles entre parents trop proches. 
- Premièrement, la proximité des parents n'implique pas directement des défauts congénitaux, mais elle augmente la fréquence des homozygotes.

Un homozygote codant un défaut congénital produira des enfants avec des défauts à la naissance, mais les homozygotes qui ne codent pas un défaut vont plutôt réduire la fréquence des porteurs dans une population. Si des enfants nés avec des défauts meurent (ou sont tués) avant de se reproduire, on obtient le même effet de réduction de la fréquence du gène défectueux dans la population.
- Deuxièmement, les anthropologues ont fait remarquer dans le cas des îles Trobriand que la distance génétique entre un homme et la fille de la sœur de son père et entre un homme et la fille de la sœur de sa mère est la même. L'interdit contre les relations sexuelles congénitales ne repose donc pas sur des préoccupations strictement biologiques.

La relation : "distance génétique" avec "défauts congénitaux" n'a pas de lien proportionnel direct démontré. 
Enfin, Claude Lévi-Strauss a affirmé que le tabou de l'inceste est un interdit contre l'endogamie, son effet est d'encourager l'exogamie. À travers l'exogamie, des maisons, des familles, des clans, ou des lignées autrement sans lien vont former des liaisons maritales qui renforcent "la cohésion sociale et la solidarité" ou "la rupture et la guerre". Le mariage forcé sert à lier deux clans ennemis. Mais exogamie ou endogamie ne sont pas synonymes de paix sociale : l'une n'agit pas sur l'autre et vice versa. La dégénérescence physique n'est pas due à l'endogamie ou l'exogamie, mais à un concours de circonstances. Joseph Merrick "l'homme éléphant" n'est pas le fruit d'une copulation endogame. 
On peut voir une explication du tabou de l'inceste dans une partie de la Théogonie d'Hésiode : le passage de Pandore. Pandore n'est pas la première femme, mais c'est la femme par laquelle le statut de la femme dans les sociétés grecques est fixé, ceci montrant bien la fonction d'un mythe, expliquer un état de fait par un récit. Dans la Théogonie, les humains vivaient sans règles lorsque Pandore leur fut donnée par les dieux, celle-ci symbolise dès lors la fonction essentielle de la femme, maintenir les liens sociaux. En effet, si chaque famille conserve ses femmes (c'est-à-dire si les femmes d'une famille n'épousent que des hommes issus de la même famille), il n'y a pas d'alliance possible entre familles, donc pas de société humaine. Il n'y a que des groupes. La fonction première des femmes est donc d'être données, échangées, afin que les familles soient alliées, et qu'une société existe (voir à ce sujet le système du don et contre-don, fondateur des relations dans les sociétés primitives).
Cette théorie a été débattue intensément dans les années 1950 par les anthropologues. Une grande part de son attrait provient de ce que l'étude du tabou de l'inceste permettait de traiter simultanément des centres d'intérêt plus fondamentaux pour les anthropologues de cette époque : comment décrire les relations sociales dans une communauté, comment ces relations sont-elles favorables ou défavorables à la solidarité dans le groupe ? Toutefois, le consensus s'est fait parmi les anthropologues et — avec la guerre du Viêt Nam (surtout pour les Américains) et l'ensemble du processus de décolonisation de l'Afrique, l'Asie et l'Océanie (surtout pour les Européens) — les intérêts des anthropologues se sont tournés vers d'autres questions que la description des liens sociaux.
En 2013, l'anthropologue française Dorothée Dussy publie une enquête sur l'inceste dans les sociétés occidentales. Elle défend la thèse que le tabou est moins prohibition que silenciation, affirmant que « ce qui pose problème à la famille est moins l'acte que son dévoilement ».

## Matriarcat, patriarcat  et tabou de l'inceste
En distinguant trois organisations sociales fondamentales liées à trois relations de la femme à l’homme:
1. le mari a l’autorité sur la femme ;
2. il n’y a pas de prépondérance, entre le mari et le frère, d’autorité sur la femme ;
3. le frère a une autorité sur sa sœur ;

On aura :
1. tandis que dans une société où le mari détient l’autorité sur la femme, comme dans le patriarcat qui a établi la relation entre le coït et la grossesse, un tabou de l’inceste qui ira de la mère au fils et du père à sa fille ;
2. lorsque l’autorité sur la femme est partagée entre son frère et son mari, c’est là qu’elle est la plus libre car les deux hommes ne peuvent se mettre d’accord sur la revendication de cette autorité, un tabou de l’inceste indifférent, c’est-à-dire qu’il se manifestera selon les deux cas 1) et 3).
3. dans le matriarcat (qui ne connaît pas la vertu co-fertilisante du sperme) un tabou de l’inceste qui ira de la mère au fils, et du frère de la mère à sa nièce,

Parallèlement, on voit une filiation d’héritage qui ira du frère de la mère au neveu en 3), qui ira du mari de la mère au fils en 1), et indifférent en 2). L’héritage de mère à fille (la filiation) existe dans les trois cas.

## Sources de l’article
- Claude Meillassoux, Femmes, greniers et capitaux, 1975 ; Critique de la conception fonctionnaliste et structuraliste de la prohibition de l'inceste

### Travaux théoriques majeurs
- Sigmund Freud, Totem et tabou (1913), Paris, Payot, coll. "Petite Bibliothèque Payot", 2004  (ISBN 2228894079)
- Claude Lévi-Strauss, Les Structures élémentaires de la parenté
- Paul-Claude Racamier, L'Inceste et l'incestuel, Ed. Collège de Psychanalyse, 1995,  (ISBN 2911474007)
- George Homans and David Schneider, Marriage, Authority, and Final Causes: A Study of Unilateral Cross-Cousin Marriage
- Rodney Needham, Structure and Sentiment: A Test Case in Social Anthropology
- Émile Durkheim, La Prohibition de l'inceste et ses origines (1897), Paris, Payot, coll. "Petite Bibliothèque Payot", 2008  (ISBN 2-228-90339-6)  (Publié 16 ans avant Totem et tabou, ce texte critique les théories, en vogue à l'époque, affirmant des fondements biologiques à l'interdit. Durkheim étudie, notamment, les craintes liées au sang et ses inquiétants pouvoirs.)
- Edward Westermarck, Histoire du mariage.